# Ernst Moritz Manasse
Ernst Moritz Manasse (* 11. August 1908 in Dramburg, Provinz Pommern; † 13. Mai 1997 in Durham, North Carolina) war ein deutsch-amerikanischer Philosoph und Klassischer Philologe, der aufgrund seiner jüdischen Herkunft 1935 Deutschland verlassen musste und später in den USA lehrte und lebte.

## Familiärer Hintergrund
Vorfahren von Ernst Moritz Manasse lebten bereits 1813 in Dramburg, was aus örtlichen Dokumenten hervorgeht, die belegen, dass in diesem Jahr die Bürgerrechte an Aron und Moses Manasse verliehen worden waren. Ernst Moritz Manasses Vater, Georg Mayer Manasse (* 24. Juli 1870 in Dramburg; † 13. Mai 1935 ebenda), „ein geachteter Bürger der Stadt“, war Kaufmann und handelte mit Landprodukten. Zeitweilig war er auch Synagogenvorsteher der Jüdischen Gemeinde Dramburg. Manasses Mutter, Clara Manasse (geb. Wohl, 1881–1967), stammte aus Bublitz. Zur Familie gehörten neben Ernst Moritz noch dessen Bruder Georg, geboren 1905, und zwei Schwestern: Käte (* 6. April 1906; † 6. Juni 1995), verheiratete Kaphan, und Lena (keine weiteren Daten). Käte Kaphan und ihr Mann Heinrich besaßen einen Bauernhof in Ost-Pommern nahe der polnischen Grenze. 1932 entwickelte die Deutsche Reichsregierung einen Plan, unter den Folgen der Weltwirtschaftskrise leidenden Bevölkerungsgruppen die Auswanderung nach Brasilien zu ermöglichen. Hiervon machten auch die Kaphans Gebrauch und wanderten in den Süden Brasiliens aus. Im dortigen Rolândia bauten sie eine Kaffeeplantage auf, die später für Ernst Moritz Manasses Ehefrau Marianne Zwischenstation war auf der Flucht aus Europa in die USA.
Ernst Moritz Manasse lebte bis zu seinem Abitur in Dramburg. Über das Leben und das Erlebte dort zitiert Asmus aus dem Typoskript von Mannasses später auf Englisch publizierten Schrift The Jewish graveyard Passagen, die Manasses wachsende Entfremdung in der dörflichen Umgebung von Dramburg ebenso bezeugen wie die ambivalente Stellung seines jüdisch-bürgerlichen Vaters innerhalb der örtlichen Gemeinschaft. Hatte dieser beim Boykott jüdischer Geschäfte am 1. April 1933 noch die Solidarität nicht-jüdischer Freunde und Mitbürger erfahren, musste sein Sohn beim Tod des Vaters im Mai 1935 erleben, dass sich am Eingang zum Friedhof mehrere nicht-jüdische Begräbnisteilnehmer von einer uniformierten nationalsozialistischen Patrouille davon abhalten ließen, an der Beisetzung teilzunehmen. Achtzehn unter ihnen, die sich nicht einschüchtern ließen, fanden ihre Namen im August im Stürmer veröffentlicht. Diese Seite aus dem Stürmer wurde an einer Hauswand am Dramburger Marktplatz öffentlich ausgehängt.
Manasses Mutter siedelte 1936 nach Berlin über und konnte 1940 von hier aus zu ihrer Tochter nach Brasilien ausreisen. Sechs Geschwister von ihr und drei ihres Mannes wurden in Vernichtungslagern ermordet.

## Studium und danach Exil in Italien
Manasse studierte seit Ostern 1926 Klassische Philologie und Philosophie in Heidelberg, danach in Berlin, München, Paris und Palermo. Ein Kommilitone aus Heidelberger Tagen war Ernst Abrahamsohn, über den er dann auch in Kontakt zu Paul Oskar Kristeller kam, dem er erstmals im Frühjahr 1934 in Rom persönlich begegnete. Der Lebensweg dieser drei kreuzte sich mehrfach, und sie verband eine lebenslange Freundschaft.
Manasse promovierte in Heidelberg bei Otto Regenbogen, der Abrahamsohns Dissertation nicht angenommen hatte. Zweitgutachter der Dissertation war der Philosoph Ernst Hoffmann, der bereits Kristeller promoviert hatte. Thema von Manasses Dissertation war die Wahrheit in Platons Sophistes und Politikon, worüber das Rigorosum am 30. November 1930 stattfand und das Manasse das Prädikat „summa cum laude“ einbrachte. Seine Promotionsurkunde wurde ihm aber erst nach der Drucklegung seiner Dissertation am 10. Februar 1936 ausgehändigt und trägt noch die Unterschriften seiner beiden Betreuer, Regenbogen und Hoffmann, obwohl diese inzwischen aufgrund des „Gesetzes zur Wiederherstellung des Berufsbeamtentums“ vom Dienst suspendiert waren.
Manasse reiste im März 1934 mit Empfehlungsschreiben von Regenbogen und Karl Jaspers nach Italien und wollte sich in Palermo um einen Lehrauftrag an der Universität bemühen. Beruflich brachte ihm diese Reise im akademischen Bereich keinen Erfolg, doch lernte er nun Kristeller, zu dem er bereits in schriftlichem Kontakt gestanden hatte, auch persönlich kennen, und dieser bemühte sich um eine Anstellung Manasses am Landschulheim Florenz. Mit Erfolg, Mitte August 1934 kam es zu einem Vertrag zwischen Werner Peiser, dem Direktor des Landschulheims, und Manasse.
Wenige Tage später aber widerrief Manasse seine Zusage. Sein Vater, der weiterhin in Dramburg lebte, litt unter Depressionen und Manasse kehrte deshalb aus Italien zurück. Um in der Nähe seines Vaters bleiben zu können, verdingte er sich vom 25. November 1934 bis zum 1. März 1935 als Hauslehrer in einem Ostseedorf. Der Vater starb am 13. Mai 1935. Dessen Beerdigung schildert Manasse in der Schrift The Jewish Graveyard, geschrieben 1967 im Alter von 59 Jahren und erstmals veröffentlicht 1986. Über die Beschäftigung mit der Beerdigung des Vaters hinaus ist diese autobiografische Skizze die erste Schrift, in der sich Manasse umfassender mit seiner jüdischen Vergangenheit auseinandersetzt.
Trotz der familiären Probleme und des Todes des Vaters hatte es Manasse nicht aufgegeben, sich um Beschäftigungsmöglichkeiten im Ausland zu bemühen. Im Mai 1934 hatte er sich erstmals an das Emergency Committee in Aid of Displaced Foreign Scholars (nachfolgend: ECA) gewandt, und auch eine Auswanderung nach Palästina zog er in Erwägung. Konkrete Erfolge ergaben sich aus all dem nicht. Stattdessen wechselte nun in Florenz Kristeller vom Landschulheim Florenz zur „Scuola Normale Superiore“ in Pisa und schlug Manasse Anfang Juni 1935 vor, sich um seine Nachfolge am Landschulheim zu bewerben.
Im August 1935 einigte sich Manasse mit den Direktoren des Landschulheims über seine Mitarbeit, die er am 1. November 1935 aufnahm. Er unterrichtete fortan, bei relativ bescheidenem Honorar (Frühstück und Mittagessen an Unterrichtstagen eingeschlossen), Latein und Griechisch sowie Deutsch, Philosophie, Kunstgeschichte und Altertumskunde. Über die Arbeit hinaus war es für Manasse auch wichtig, mit seiner Anstellung in Florenz den sich täglich verschärfenden antisemitischen Restriktionen in der Heimat entkommen zu sein. Italien erschien ihm damals ein sicherer Ort, ein faschistischer Staat zwar und ohne politische Freiheit, aber dennoch ein Staat ohne staatlich veranlasste Judenverfolgung.
Komplikationen kamen in dieser Zeit von unerwarteter Seite: Sein Doktorvater, Otto Regenbogen in Heidelberg, der auch schon Abrahamsohn Schwierigkeiten bei dessen Dissertation gemacht und diesen zum Ausweichen an die Universität nach Prag veranlasst hatte, verweigerte nun auch ihm die Druckgenehmigung und verlangte umfangreiche Umarbeitungen. Das führte zu einem regen Schriftwechsel zwischen Manasse, Abrahamsohn und Kristeller und zu einem mit Abrahamsohns Unterstützung während eines Berlinaufenthaltes in den Weihnachtsferien 1935/1936 erarbeiteten Kompromiss hinsichtlich der zum Druck zu gebenden Teile der Dissertation. Von den ursprünglich über fünfhundert Manuskriptseiten der Dissertation wurde unter dem Titel Über die Wahrheit in Platons „Sophistes“ lediglich deren erster Teil mit einem Umfang von achtundvierzig Seiten publiziert.
Regenbogen trug diesen Kompromiss mit und Manasse erhielt im Februar 1936 seine Promotionsurkunde. Eine Langfassung der Dissertation wurde erst im Jahre 1937 unter dem Titel Platons Sophistes und Politikos: Das Problem der Wahrheit im jüdischen Verlag Scholem in Berlin veröffentlicht. Jahre später aber, in einem Brief vom 19. Dezember 1951 an Hermann Gundert, nähert sich Manasse Regenbogens früher Kritik an seiner ursprünglichen Dissertation weitgehend an und findet es im Nachhinein unverständlich, dass er die Arbeit in einem so ungeordneten Zustande veröffentlicht habe.
Auch am Landschulheim Florenz gab es Entwicklungen, die sich auf den Alltag negativ auswirkten. Ursache war, dass sich Moritz Goldstein, bislang zweiter Schulleiter neben Werner Peiser, zurückzog und seine Stelle ab April 1936 von Robert Kempner eingenommen wurde. Manasse weist darauf in einem Brief an Kristeller vom 3. Mai 1936 hin, in dem er von einer in seinen Augen ungebührlichen Zurechtweisung eines „Frl. Bernhard“ durch das Ehepaar Kempner berichtet. Dies war Marianne Bernhard (15. Mai 1911 – 15. Januar 1984), eine Lehrerin am Landschulheim für Französisch und Kunstgeschichte, wobei Manasse und „Frl. Bernhard“ am 21. Mai 1936 in Florenz heirateten.
Manasse berichtet von Spannungen zwischen den Lehrern und der Direktion, scheint sich aber zusammen mit seiner Frau mit der eigenen Situation arrangiert zu haben. Gleichwohl gab er seine Pläne nicht auf, eine Anstellung in den USA zu finden, und bewarb sich um ein Harvard-Stipendium. Auch Brasilien kam in Erwägung, weil nach da seine ältere Schwester ausgewandert war und Unterstützung anbot. Während aber die brasilianische Option Manasse wenig zusagte, weil sie ihm keinerlei Möglichkeiten zum wissenschaftlichen Arbeiten bot (allenfalls Tätigkeiten „als Empfangschef im Hotel oder Circusdirektor“, wie er in einem Brief an Kristeller ätzte), erhielt er von Harvard eine Absage. Zu allem Übel hatte das Ehepaar Manasse der Schulleitung im Frühjahr 1937 mitgeteilt, dass Marianne schwanger sei, worauf die Schulleitung ihr sofort kündigte und Manasse vorschlug, wie früher wieder extern zu wohnen, aber weiterhin als Lehrer tätig zu bleiben. Die Situation eskalierte und zog nun auch Manasses Kündigung nach sich. Laut Ubbens habe die Schulleitung Marianne Manasses Kündigung damit begründet, dass den Schülerinnen und Schülern eine schwangere Lehrerin nicht zugemutet werden könne. Sie zitiert aber auch eine andere Meinung, der zur Folge die Rücksichtnahme auf die katholische Kirche den Hintergrund für die Kündigung abgegeben haben könne. Aus deren Sicht sei das Landschulheim in mehrfacher Hinsicht eine anstößige Einrichtung gewesen: Die praktizierte Koedukation sei für damalige Verhältnisse völlig unüblich gewesen, hinzu kam der vorherrschende jüdische Glaube unter allen Mitgliedern der Schulgemeinde, dem aber dennoch eine für den Schulalltag sehr säkulare Einstellung der Lehrerschaft und der Schüler korrespondierte. Die Kündigung könnte demnach angesichts der sich in Italien abzeichnenden Verschlechterungen der politischen Verhältnisse auch der Versuch gewesen sein, öffentliches Aufsehen vorauseilend zu verhindern.
Nun erhoben die Manasses Klage gegen das Landschulheim. Die Schulleitung reagierte mit einer Diffamierungskampagne und hob ihre Verdienste für die Emigranten hervor, denen sie unterstellte, vielfach zu schwach für die eigene Existenzsicherung zu sein. Kempner schrieb an Manasses Mutter und die Eltern Bernhard, unterstellte deren Kindern, erwachsenen Menschen und promovierten Wissenschaftlern, erhebliche Mängel im schulischen Alltag, berief sich auf seine Erfahrungen in Personaldingen aufgrund seiner früheren Tätigkeit als Ministerialbeamter und drohte indirekt schlechte Arbeitszeugnisse an. Doch den juristischen Sieg trug das Ehepaar Manasse davon. Anfang November 1937, kurz vor der Geburt ihres Sohnes Georg, wurde ihnen eine Entschädigungszahlung zugestanden und die Schule stellte ihnen ein positives Arbeitszeugnis aus.
Mit dem Ende der Tätigkeit am Landschulheim Florenz stellte sich die Frage nach beruflichen Alternativen umso dringender. Im Frühjahr 1938 konnte Manasse für ein Semester nach England reisen, er erhielt eine befristete Stelle als Instructor für Griechisch und Deutsch am Ridley Hall Theological College in Cambridge, einem Priesterseminar der Church of England. Die Bedingungen und die Arbeitssituation waren gut, wenngleich er nicht umhin konnte, sich ironisch mit dem Fakt auseinanderzusetzen, dass ausgerechnet er als deutscher Jude nun mithelfe, künftige anglikanische Priester auszubilden.
Weitere Beschäftigungsmöglichkeiten in England ließen sich nicht realisieren, und so kehrte Manasse am 27. März 1938 wieder zu seiner in Florenz verbliebenen Familie zurück. Wiederum standen Bittgesuche bei amerikanischen Hilfsorganisationen an, während gleichzeitig die finanziellen Spielräume immer enger wurden. Hinzu kam die Verschärfung der politischen Lage. Anfang Mai, aus Anlass des Hitlerbesuches in Italien, wurden die Manasses wie auch ein Großteil ihrer ehemaligen Kollegen aus dem Landschulheim in Schutzhaft genommen. Und im September dann folgte das Dekret gegen die ausländischen Juden, das sie zwang, innerhalb von sechs Monaten Italien zu verlassen.
Im Juli 1938 verließen die Manasses Florenz und zogen nach Lana ins Alpine Schulheim am Vigiljoch / Scuola alpine die Monte San Vigilio, wo inzwischen Wolfgang Wasow, der ebenfalls im Streit mit Kempner das Landschulheim Florenz verlassen hatte, und Gabrielle Bernhard, Marianne Manasses Schwester, lebten und arbeiteten. Die weiteren Planungen sahen vor, dass Marianne Manasse mit dem Sohn Georg ein Visum für Brasilien anstreben solle, während Ernst Moritz Manasse auf ein Besuchervisum für die USA hoffte, dessen Voraussetzung Einladungen amerikanischer Universitäten zu Vorträgen waren. Aus England (Woburn House) war ihm hierfür ein Reisestipendium für den Herbst 1938 zugesagt worden. Von Lana aus gingen die Manasses zunächst in die Schweiz. Ernst Moritz Manasse reiste von dort aus mit einem französischen Durchreisevisum im September 1938 über Frankreich und England in die USA. Er war im Besitz eines auf drei Monate befristeten Besuchervisums und eines Affidavits, zu dem ihm eine bereits mit ihrem Mann nach Chicago emigrierte Tante verholfen hatte. Marianne Manasse erhielt für sich und ihren Sohn am 17. Oktober 1938 das Visum für Brasilien und konnte sich am darauffolgenden Tag von Livorno aus einschiffen.

## I was the first full-time white teacher
Für Ernst Moritz Manasse begann sofort nach seiner Ankunft in New York der Kampf um eine materiell und juristisch gesicherte Zukunft. Beides bedingte sich wechselseitig, da die Hilfsorganisationen Unterstützung überhaupt nur in Aussicht stellten, wenn er über ein unbefristetes Non-Quota-Visum verfüge. Das wiederum hatte die Anstellung an einem College oder an einer Universität zur Voraussetzung. Eine erfolglose Vorstellungstour durch diverse Institutionen begann, bevor ihm im Mai 1939 ein zunächst wenig verlockendes Angebot gemacht wurde: Das Museum for Classical Art der University of Illinois in Urbana bot ihm einen Jahresvertrag mit einem Jahresgehalt von $ 250,00 an, das durch einen Hilfsfonds verdoppelt werden sollte. Die formalen Voraussetzungen auf ein ordentliches Visum wären damit erfüllt gewesen, doch Manasse sah bei diesem Gehalt keine Chance, seine Frau und seinen Sohn aus Brasilien nachkommen zu lassen. In dieser Situation, sein zwischenzeitlich bis zum 29. Juni 1939 verlängertes Besuchervisum drohte endgültig abzulaufen, kam Hilfe durch seinen alten Freund Abrahamsohn, der Mitte April 1939 eine Stelle an der Howard University angetreten hatte. Durch dessen Vermittlung bekam Manasse, wie er Kristeller am 24. Juni 1939 mitteilte, „ein recht guenstiges Angebot von einem NegerCollege in Durham ($2000 fuer Latein und Deutschunterricht: eventuell kommt noch ein Philosophiekurs hinzu, der dann extra honoriert wuerde). Hatte zunaechst einige Bedenken, aber nach allen Erkundigungen, die ich einzog, schien es richtig, das der Urbanasache vorzuziehen und ich habe nun auch zugesagt.“ Bedenken, die Manasse hier anspricht, hatte er auch früher schon bei dem Gedanken, an einem schwarzen College zu unterrichten. Er befürchtete nämlich, von einem derartigen College aus kaum noch eine Chance zu besitzen, an eine „normale“ Universität überwechseln zu können.
Obwohl damit die Voraussetzungen für ein unbefristetes Visum gegeben waren, waren noch viele konsularische Hürden zu überwinden, einschließlich einer Ausreise nach Kuba (da ein Visum nur von außerhalb den USA erteilt werden durfte) und der dortigen Beantragung und letztlich auch Bewilligung eines Einreisevisums in die USA (ein Verfahren, das wenige Monate zuvor auch Abrahamsohn praktizieren musste). Im Spätsommer 1939 war das Verfahren abgeschlossen, Manasse war nun im Besitz eines unbefristeten Visums und konnte Frau und Sohn aus Brasilien nachkommen lassen. Sie reisten im Dezember 1939 in die USA ein. Zwei Jahre später wird der zweite Sohn, Gabriel, geboren.
Am 26. September 1939 trat Manasse in Durham seine zunächst auf ein Jahr befristete Stelle als Instructor am „North Carolina College for Negroes“ an (der heutigen North Carolina Central University, kurz NCCU), und einen Monat später, am 26. Oktober 1939, bezeichnete er sich in einem Brief an Kristeller als den einzigen weißen Lehrer am gesamten College. Er freut sich über die Offenheit und Freundschaft, mit der man ihm begegnet, doch er wird auch schnell mit den Auswüchsen der strikten Rassentrennung konfrontiert, die ihm einen normalen gesellschaftlichen Verkehr mit seinen Kollegen nahezu unmöglich machen.
Manasse, der sich ebenso wie seine Frau nie mit der Rassentrennung abgefunden hat, reflektiert viele Jahre später die Situation bei seiner Ankunft. In einer Rede am 1. November 1985 aus Anlass des jährlichen Gedenkens an den Gründer der NCCU, Dr. James E. Shepard, führt er aus:

“I wish you to realize how paradoxical the situation was. It was the year 1939. I was a refugee from racial persecution and was given a haven here at a racially segregated institution which itself was a document of racial discrimination and oppression. I became the first fully employed white teacher at this institution: I, the refugee from racial persecution had become the colleague and teacher of members of an oppressed race, though not belonging to the oppressed group myself. But I was accepted, was given the opportunity to belong, to work as a member of a team as an equal. Helping the persecuted to establish a new home, what action could be more humanitarian than that, especially in that difficult and indeed paradoxical situation: the principal agent of that humanitarian action was Dr. Shepard, the decision to accept me, to employ me was his: He assumed theresponsibility to justify my employment to the Board of Trustees and the officers of the State of North Carolina; for there had been no precedent for it.”

„Ich möchte, dass Sie sich vor Augen halten, wie paradox die Situation war. Es war das Jahr 1939. Ich war ein Flüchtling aufgrund rassischer Verfolgung und mir wurde ein Zufluchtsort angeboten in einer aus rassischen Gründen ausgegrenzten Institution, die selber ein Wahrzeichen der Rassendiskriminierung und Unterdrückung war. Ich war der erste voll beschäftigt weißen Lehrer an dieser Institution: Ich, der ich Flüchtling aus rassischer Verfolgung geworden war, wurde Kollege und Lehrer der Mitglieder einer unterdrückten Rasse, ohne selber dieser unterdrückten Gruppe anzugehören. Aber ich wurde angenommen, mir wurde die Möglichkeit geboten, dazu zu gehören, als gleichberechtigtes Mitglied in einem Team zu arbeiten. Helfen, den Verfolgten ein neues Zuhause zu erschaffen, welche Maßnahme könnte humanitärer sein als dies, und das besonders in dieser schwierigen und in der Tat paradoxen Situation. Der Hauptakteur dieser humanitären Aktion war Dr. Shepard, die Entscheidung, mich zu akzeptieren, mich anzustellen, war seine: Er übernahm die Verantwortung dafür, meine Beschäftigung gegenüber dem Kuratorium und den Vertretern des Staates North Carolina zu rechtfertigen, denn es hatte bislang keinen Präzedenzfall für einen solchen Fall gegeben.“

Manasses Vertrag mit dem „North Carolina College for Negroes“ vom September 1939 war ein erster Schritt, brachte aber noch keine endgültige Sicherheit: Im jährlichen Rhythmus mussten Verlängerungen bewilligt werden, und manchmal waren damit auch schlechtere Konditionen verbunden.
Letztlich aber war der erste Vertrag für Manasse, der im Herbst 1944 die amerikanische Staatsbürgerschaft beantragt hatte, der Beginn einer vierunddreißigjährigen Lehrtätigkeit an der NCCU, an der ab 1948 auch seine Frau Marianne unterrichtete.
Für Manasse war seine Tätigkeit an der NCCU primär pädagogischer Art. Was er dort vermisste, war die Möglichkeit, wissenschaftlich zu arbeiten. Und so verlegte Manasse die wissenschaftliche Diskussion, die er hier nicht führen konnte, in eine umfangreiche Korrespondenz, u. a. mit Karl Jaspers, aber auch mit vielen alten Bekannten aus seiner Studienzeit bzw. ehemaligen Kollegen. Schwieriger zu kompensieren war die gesellschaftliche Situation in Durham und der dortige Alltag. Die Rassentrennung war allgegenwärtig, Kontakte zwischen Weißen und Schwarzen geächtet, und nur die jüdische Gemeinde bot einen gewissen Rückhalt. Dem Gefühl der Fremdheit, das er später schon als Kindheitswahrnehmung in Dramburg beschreiben sollte, entsprach hier das Gefühl, auch in Durham nur Außenseiter zu sein. Die Situation, die er anlässlich der Beerdigung seines Vaters beschreiben wird, als nationalsozialistische Patrouillen Nicht-Juden von der Teilnahme an der Beerdigung abzuhalten trachteten, wurde hier vorweggenommen in Form von Beschwerden oder Drohungen weißer Nachbarn, wenn er es wagte, schwarze Kollegen oder Studenten zu sich nach Hause einzuladen. Drastisch fasst er diese Außenseiterrolle in dem Interview mit Edgcomb zusammen: “We are Germans – in the Second World War – we’re Jews, we have Negroes at our house, and we have no money.”
Doch Manasse stellte sich diesen Herausforderungen. Er gab schon mal die Mitgliedschaft in einer wissenschaftlichen Gesellschaft auf, wenn diese sich weigerte, einen von ihm vorgeschlagenen schwarzen Kollegen aufzunehmen, oder thematisierte in seinen Veranstaltungen Themen mit dezidierten Bezügen zur Situation der Schwarzen und deren Diskriminierung. Ausführlich beschreibt er im Interview mit Edgcomb seine Annäherung an diese „schwarzen Themen“, seine eigene Unwissenheit darüber noch Anfang der 1960er Jahre, und dann sein erstes Seminar über Bücher von Martin Luther King, Frantz Fanon, Malcolm X und Stokely Carmichael, das er auf eine für damalige Verhältnisse sicher ungewöhnliche Weise abschloss: „Und am Ende des Semesters, anstatt eine Abschlussprüfung, sagte ich, sie sollten eine Kurskritik schreiben. Das war lohnend. Eine ganze Reihe hat Kritiken geschrieben, und das war für mich irgendwie die Rechtfertigung für den Kurs.“
Ein College für Schwarze hatte ihn, den Flüchtling aus Deutschland, aufgenommen und ihm eine Zukunft ermöglicht. Das schaffte Verbundenheit und führte zu Erfahrungen, von denen er bekennt, dass sie das Leben von ihm und seiner Frau in signifikanter Weise intellektuell und emotional bereichert haben. Gleichwohl gab es auch lange Zeit noch den Wunsch, die NCCU zu verlassen, um an einem anderen Ort als Wissenschaftler tätig werden zu können. Einen Ruf auf eine andere Universitäts-Stelle hat er jedoch nie erhalten (wodurch sich in gewisser Weise seine Befürchtungen aus der Zeit vor seinem Stellenantritt an der NCCU erfüllten). Sein Sohn Gabriel erwähnt zudem, dass seine Mutter, Marianne Manasse, inzwischen auch Lehrerin für Deutsch an der NCCU geworden war und diese Stelle keinesfalls verlassen wollte.
Doch blieb Manasse deshalb die Welt außerhalb Durhams nicht verschlossen. Er hatte immer wieder die Möglichkeiten zu Forschungsaufenthalten und Forschungsreisen, unter anderem nach Basel und Zürich im Jahre 1952/1953, Freiburg im Februar 1953, Princeton 1958/1959 oder Paris 1960 und 1967, und war daneben auch Mitarbeiter an deutschen und internationalen Fachzeitschriften. In diesem Kontext entstand dann auch das, was Asmus als sein Hauptwerk bezeichnet, das insgesamt dreibändige Werk Bücher über Platon, im Grunde eine Rezensionsgeschichte zur Platon-Forschung in Deutschland (Band 1, 1957), in der englischsprachigen Welt (Band 2, 1961) und im französischsprachigen Raum (Band 3, 1976). Beim Erscheinen des letzten Bandes war er bereits seit drei Jahren emeritiert.

## Jüdische Identität
Ernst Moritz Manasse und seine Frau Marianne waren beide jüdischer Abstammung. Marianne aber war auf Wunsch ihrer Eltern christlich getauft worden, weil diese ihr antijüdische Diskriminierungen ersparen wollten. In Ernst Moritz Manasses Familie wurden sowohl die christlichen als auch die jüdischen Feiertage begangen, und in Amerika, in Durham, gab es ebenfalls keine Festlegung auf eine Glaubensrichtung. Gabriel Manasse berichtet, dass er und sein Bruder in einer Familie „celebrating everything“ aufgewachsen seien und der örtliche Rabbiner bei einem Besuch recht konsterniert gewesen sei über einen im Hause Manasse aufgestellten Christbaum. Diese Offenheit in Glaubensfragen, z. B. der Verzicht darauf, die Kinder gegen deren Willen in die jüdische Sonntagsschule zu schicken, oder Gabriel Manasses Eingeständnis, dass er lange Zeit nicht einmal über jüdisches Basiswissen verfügt habe, u. a. darüber, dass Juden kein Schweinefleisch essen, wird vom sozialen Umfeld, in dem die Familie Manasse lebt, nicht honoriert. Übereinstimmend sehen Vater Ernst Moritz und Sohn Gabriel darin die Ursache für ihre gesellschaftliche Isolation in den späten vierziger Jahren des vorigen Jahrhunderts.
Zu dieser relativen Ferne zur jüdischen Tradition steht nicht im Widerspruch, dass sich Ernst Moritz Manasse früher auch schon eindeutig zum Judentum bekannt hatte, dann aber wohl eher aus einer politischen Protesthaltung heraus. In einem seiner 1936 gedruckten Dissertation beigefügten Lebenslauf steht: „Der Verfasser (…) bekennt sich zur israelitischen Religion.“ Zu diesem Zeitpunkt waren die beiden Betreuer seines Promotionsverfahren, Otto Regenbogen und Ernst Hoffmann, bereits aus dem Universitätsdienst entfernt worden und jüdischen Studenten war generell das Studium an deutschen Universitäten untersagt. Sich in dieser Situation zum jüdischen Glauben bekannt zu haben, dürfte kaum auf religiösen Motiven beruht haben.
So ist es wohl zutreffend, wenn Manasse, der in seiner Schrift The Jewish Graveyard erstmals ausführlich über seine jüdische Herkunft schrieb, die ansonsten in seinen vielen Briefen so gut wie keine Rolle spielte, in ebendieser jüdischen Herkunft nicht mehr sieht als „einen von mehreren Gründen für seine Außenseiterrolle in Durham“.

## Leben in der Welt von Jim Crow
So wenig, wie ein religiöser Bezug zum Judentum in der Familie Manasse vorherrschend war, so wenig spielten auch Auseinandersetzungen mit der Zeit des Nationalsozialismus in Deutschland und mit dem Holocaust eine Rolle, allenfalls als Randthema, wie Asmus anmerkt. Die Gründe hierfür liegen aber anders, wie sich Manasses Sohn Gabriel erinnert: „Er bekommt sehr schnell einem unruhigen Ausdruck und ich denke er verlor sich schnell in seinen Gedanken und konnte nicht mehr kommunizieren. Diese Dinge sind bis zum heutigen Tag so schrecklich für ihn, dass es nach wie vor sehr schwierig für ihn ist, darüber zu sprechen. Meine Mutter sprach wahrscheinlich ein wenig mehr mit mir darüber.“ Im Grunde beschreibt Gabriel Manasse, der zum Zeitpunkt des Interviews bereits Psychiater war, den klassischen Verdrängungsprozess von traumatisierten Menschen, sehr häufig von Holocaustopfern, die in ihrem Leben existenzielle Bedrohungen überwinden mussten und nur mit Hilfe dieser Verdrängung glaubten, auch ihre Kinder zu schützen und ihnen Angsterfahrungen zu ersparen.
Und zu Angsterfahrungen gab es in den vierziger bis sechziger Jahren in Durham genug Anlässe. Auf die gefühlte und reale Ausgrenzung wurde schon hingewiesen, auch auf Einschüchterungs- und Bedrohungsversuche, wenn sich die Manasses über die Schranken der Rassentrennung hinwegsetzten oder dies versuchten. Sohn Gabriel, der bis zu seinem achtzehnten Lebensjahr in Durham wohnte, empfand sich in seiner Jugend als Außenseiter: Seine Eltern waren jüdisch, sie sprachen Englisch mit einem deutlichen deutschen Akzent und unterrichteten an einem Schwarzen-College. Er selber ging auf eine nur Weißen vorbehaltene Schule, während ein Versuch, eine private Schule für schwarze und weiße Kinder aufzubauen, scheiterte. Er berichtet, wie er und seine Mutter aus dem Bus geworfen wurden, weil sie einer schwarzen schwangeren Frau ihren Sitz angeboten hatte, und wie er und sein älterer Bruder von seiner Mutter mit ins College genommen wurden, wo sie in der Weihnachtszeit deutsche Weihnachtslieder zusammen mit deren schwarzen Studenten sangen. Die Mutter, Marianne Manasse, wurde mit zunehmendem Alter „pro-black“ und unterstützte ihre Studenten, deren Deutschlehrerin sie war, auf nicht immer legale Weise, was wiederum konfliktträchtige Situationen mit ihrem Mann heraufbeschwor, der zugleich auch ihr Vorgesetzter war. Doch letztlich, so der Sohn über seine Eltern, seien beide sehr glücklich an diesem College gewesen: “He really did feel that the institution had, in effect, saved his life, and the life of his family, and a think he felt loyalty and went through a long period really of an unwillingness to go other places.”

## Werke
- The Jewish Graveyard. In: Southern Review. 22, 1986, S. 296–307. Ein Nachdruck ist erschienen in: Eckart Mensching: Nugae zur Philologie-Geschichte XII, Berlin, 2002, ISBN 3-7983-1913-8, S. 56–65.
- Über Wahrheit in Platons ‘Sophistes’. Inaugural-Dissertation, Heidelberg 1936.
- Platons Sophistes und Politikos: Das Problem der Wahrheit. S. Scholem, Berlin 1937 (Langdruck der Dissertation).
- Bücher über Platon. J.C.B. Mohr, Tübingen, 1957 (Philosophische Rundschau, Beiheft, eine Rezensionsgeschichte zur Platon-Forschung in Deutschland).
- Bücher über Platon. 2: Werke in englischer Sprache. Mohr, Tübingen 1961.
- Bücher über Platon. 3: Werke in französischer Sprache. Mohr, Tübingen 1976.